# Directiva privind Serviciile de Plată
Directiva privind Serviciile de Plată (PSD2, Directiva (UE) 2015/2366, care a înlocuit Directiva privind serviciile de plată (PSD), Directiva 2007/64/CE) este o directivă a UE, administrată de Comisia Europeană (Direcția Generală Piață Internă) pentru a reglementa serviciile de plată și furnizorii de servicii de plată din întreaga Uniune Europeană (UE) și Spațiul Economic European (SEE). Scopul directivei PSD a fost de a spori concurența paneuropeană și participarea la industria plăților și din partea băncilor și de a asigura condiții de concurență echitabile prin armonizarea protecției consumatorilor și a drepturilor și obligațiilor pentru furnizorii și utilizatorii de plăți. Obiectivele-cheie ale directivei PSD2 sunt crearea unei piețe europene de plăți mai integrate, care să facă plățile mai sigure și să protejeze consumatorii.

## Prezentare generală
SEPA (Single Euro Payments Area) este o inițiativă de autoreglementare a sectorului bancar european reprezentat în Consiliul European de Plăți, care definește armonizarea produselor de plată, a infrastructurilor și a standardelor tehnice (Reguli pentru transfer de credit/debit direct, BIC, IBAN , Format de mesaj ISO 20022 XML, carduri/terminale cu cip EMV). PSD oferă cadrul legal în care trebuie să acționeze toți furnizorii de servicii de plată.
Scopul PSD în ceea ce privește industria plăților a fost de a crește concurența paneuropeană cu participarea, de asemenea, a băncilor și de a asigura condiții de concurență echitabile prin armonizarea protecției consumatorilor și a drepturilor și obligațiilor pentru furnizorii și utilizatorii de plăți. Scopul PSD în ceea ce privește consumatorii a fost de a crește drepturile clienților, de a garanta plăți mai rapide (cel târziu a doua zi de la 1 ianuarie 2012), de a descrie drepturile de rambursare și de a oferi informații mai clare cu privire la plăți. Deși PSD era o directivă de armonizare maximă, anumite elemente permiteau diferite opțiuni de către fiecare țară.
Textul final adoptat al PSD a intrat în vigoare la 25 decembrie 2007 și a fost transpus în legislația națională de către toate statele membre UE și SEE până la 1 noiembrie 2009.